# Tamási termálfürdő
Koordináták: é. sz. 46° 37′ 27″, k. h. 18° 17′ 04″46.624300°N 18.284569°E

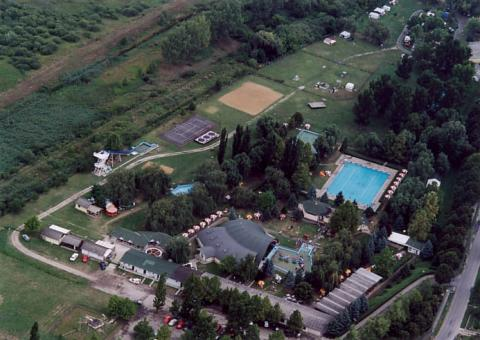
A tamási termálfürdő

A tamási termálfürdő Tolna vármegyében, a közel kilencezer főt számláló kisvárosban, Tamásiban, a Balaton felé vezető 65-ös főút és a Dél-Dunántúlt keresztülszelő 61-es főút kereszteződésénél, a vármegye legnagyobb termálfürdőjeként, héthektáros zöldterületen fekszik.
2017-ben a fürdő teljes körű felújításon esett át a Széchenyi 2020 programtól elnyert kétharmadmilliárdos pályázat finanszírozásában. 2021. november 1-én a fürdő tetőszerkezete kigyulladt és leégett, ezért a létesítményt egy időre bezárták, csak 2022 januárjában nyitott újra, kezdetben akkor is csak részlegesen.

## Gyógyvizének gyógyító hatása az alábbi betegségekre bizonyított
- végtagízületi porckopásban
- mozgásszervi degeneratív elváltozásokban
- gerinc- és csípőízületek porckopásos elváltozásában
- baleseti és ortopédiai mozgássérültek utókezelésében

továbbá javasolt még a gyógyfürdő nőgyógyászati gyulladások mérséklésén túl, a petefészek-funkciók csökkenése miatti sterilitás, menstruációs zavarok, klimaxos panaszok esetén is.

## A medencék vízhőfoka

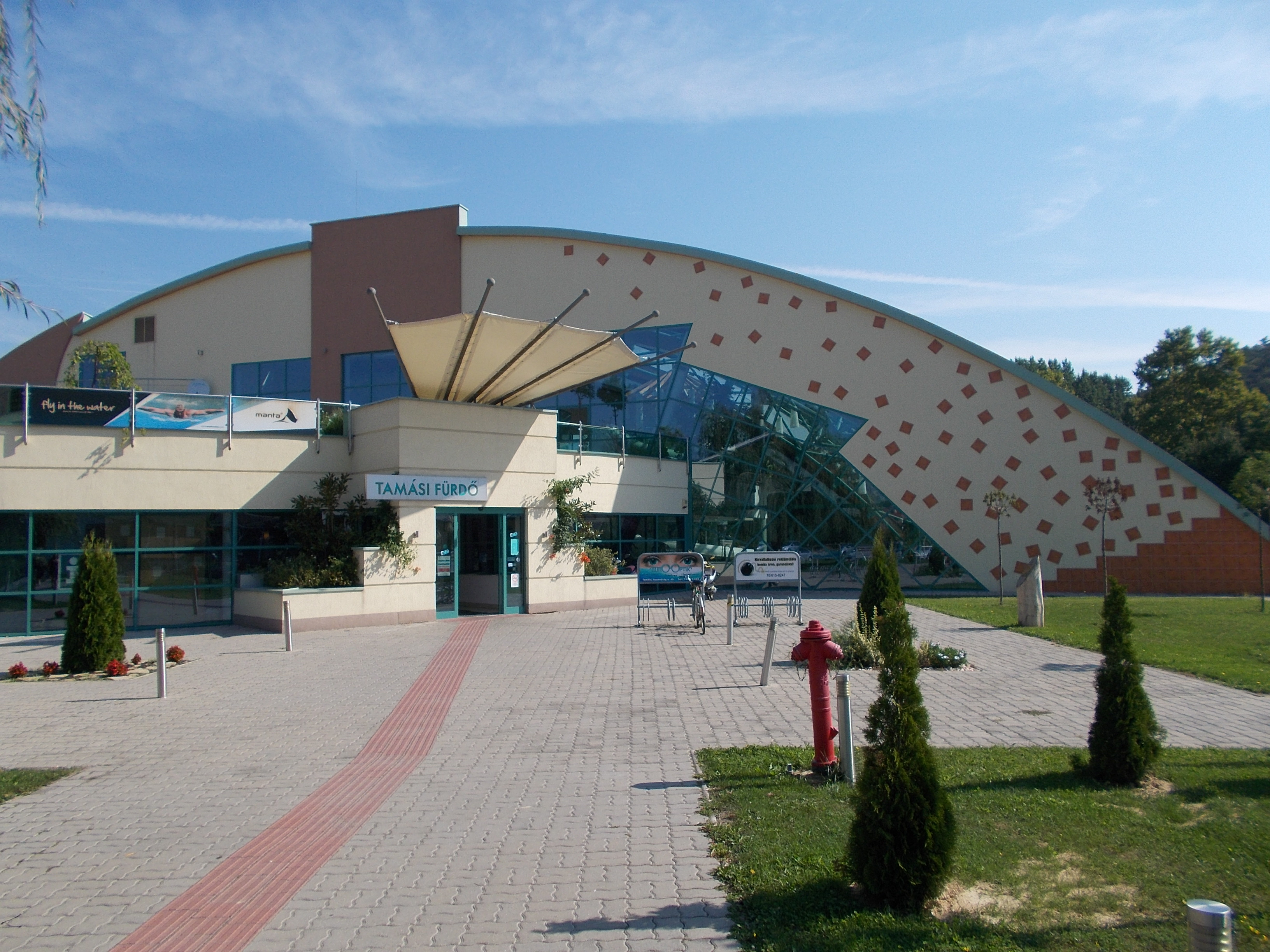
Főbejárat

| típusa            | jellege | hőfoka | száma |
| ----------------- | ------- | ------ | ----- |
| termál ülőmedence | fedett  | 35-38  | 1     |
| termál ülőmedence | nyitott | 35-38  | 1     |
| pancsoló          | nyitott | 28-30  | 2     |
| strandmedence     | nyitott | 24-28  | 2     |
| úszómedence 33 m  | nyitott | 22-24  | 1     |

## Szolgáltatások

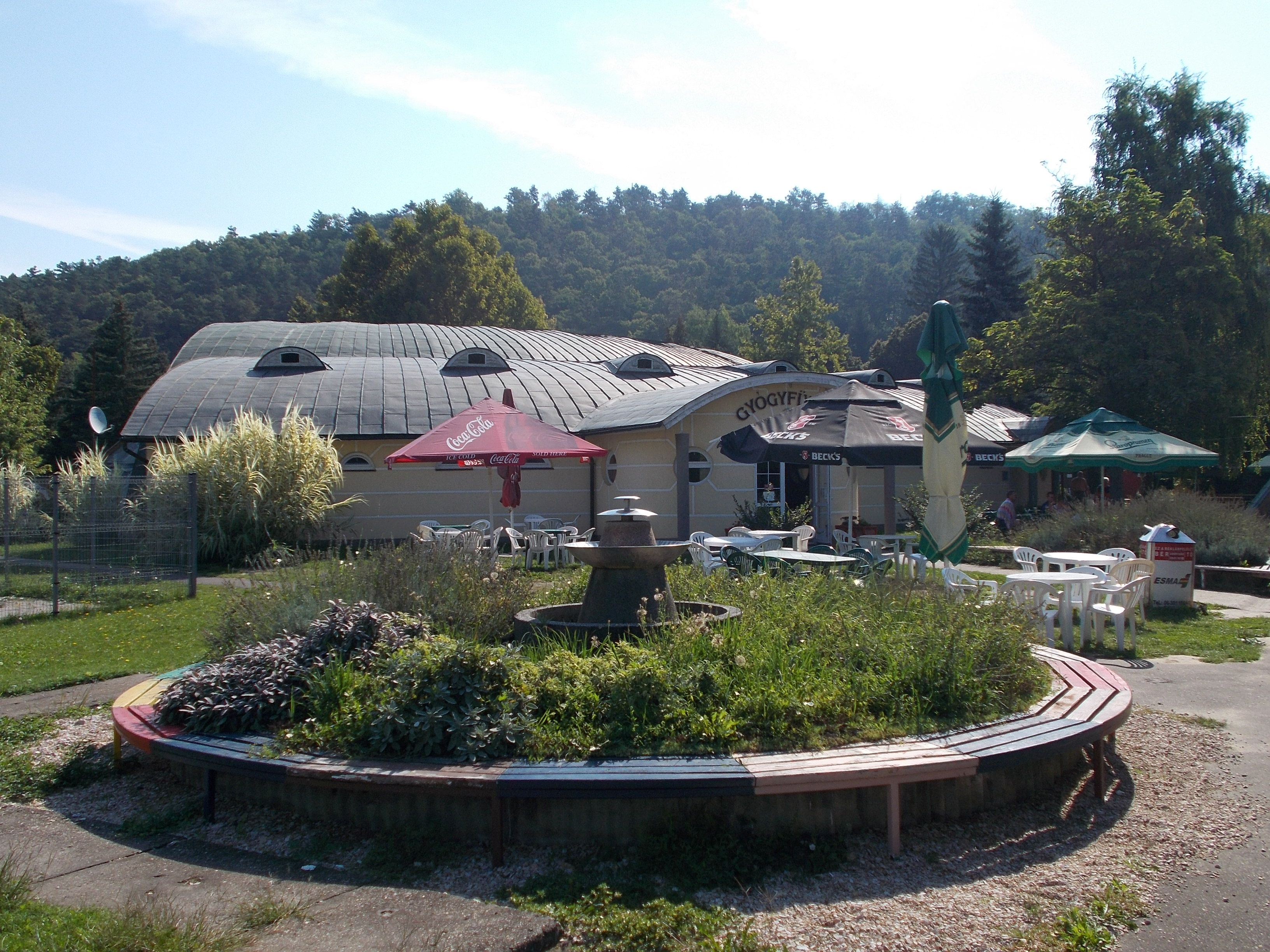

- többféle masszázs és szauna
- ingyenes HotSpot
- masszázsok
  - svéd
  - lávaköves
  - thai
  - aromaolajos
  - mézes
  - szegment
  - sport
- köpölyözés
- bőrradírozás

## Kikapcsolódás
Nyáron strandröplabda-pálya, strandfocipálya ad otthont bajnokságoknak, valamint teniszpálya és pingpongasztalok állnak a vendégek rendelkezésére.
A fürdő közelében kilátó, erdei tanösvény és kerékpárút található. Masszőrök, finn szauna vehető igénybe. A fürdőben többféle kényelmi berendezés – napozóágy, gombasátor, hintaágy – is bérelhető, több kereskedelmi és vendéglátóegység áll rendelkezésre.

## Fejlesztések
Új turisztikai beruházások készültek a Tamási Termálfürdő fejlesztéseként. A program azt tűzte ki céljául, hogy kerekesszékes, illetve mozgáskorlátozott vendégek minden olyan szolgáltatást igénybe tudjanak venni a gyógyfürdőben, mint ép társaik.
Ennek szellemében épült fel egy modern, fedett fürdő. A közel 3000 m²-es létesítményben helyet kapott a pezsgő- és élményfürdő, meleg vizes relaxmedence éppúgy, mint két termálmedence, jacuzzi és csobbanómedence is. A kialakításra került szaunavilág mellett megjelentek a gyógyászati kezelések is.